# 杭州新聞聯播
杭州新闻联播是杭州电视台综合频道的一档以时政新闻、主题报道为主要内容的综合新闻栏目，內容涵蓋中共杭州市委、杭州市政府的新闻以及杭州热点新闻和事件。該栏目於2007年1月1日开播。2021年9月15日晚，杭州新闻联播出现播出事故，因提词器失灵，該欄目男主播赵冬阳面对镜头，眉头紧锁，随后拿出遥控器狂按，表情慌张。9月18日，赵冬阳被電視台停岗。